# Stratiotes (Hydrocharitaceae)
Stratiotes là một chi thực vật có hoa trong họ Hydrocharitaceae.